# آمبير هيرن
آمبر هيرن روز ليارني (بالإنجليزية: Amber Hearn)‏ (ولدت في 28 نوفمبر 1984)، هي لاعبة كرة قدم مثلت منتخب نيوزيلندا لكرة القدم للسيدات على الصعيد الدولي، كما أنها هدافة فريق منتخب بلادها على الإطلاق.

## روابط خارجية
- آمبير هيرن على موقع الاتحاد الدولي (مؤرشف)  (الإنجليزية)
- آمبير هيرن على موقع الاتحاد الأوربي (الإنجليزية)
- آمبير هيرن على موقع قاعدة بيانات كرة القدم.إي يو (الإنجليزية)
- آمبير هيرن على موقع Soccerway.com (الإنجليزية)
- آمبير هيرن على موقع أوليمبيديا (الإنجليزية)
- آمبير هيرن على موقع اللجنة الأولمبية النيوزيلندية (الإنجليزية)